# اوری کلسیت
اوری کلسیت  (به انگلیسی: Aurichalcite) با فرمول شیمیایی (ZnCu)5[(OH)6-(CO3)2] از مجموعه کانی هاست و احتمالاْ از کلمه یونانی oreikhalkos به معنای مس کوهستان گرفته شده‌است. دراسیدها و همچنین در آمونیاک محلول است CuO:۱۹٫۹۲٪  ZnO:۵۴٫۰۸٪  CO۲:۱۶٫۱۱٪  H2O:۹٫۸۹٪  برای اولین بار در مکزیک کشف شد و از نظر شکل بلور: سوزنی - بلورهای ورقه‌ای - پهن و کوتاه، رنگ: آبی روشن - آبی متمایل به سبز، شفافیت: نیمه شفاف، جلا: صدفی - ابریشمی، رخ: کامل مطابق با، سیستم تبلور: رمبوئدریک و در رده‌بندی کربنات است  و منشأ تشکیل آن ثانوی است.
همایند کانی‌شناسی (پارانژ) آن لدهیلیت - سیاتوتریکیت - کریزوکل- هیدروزنسیت- لیمونیت- اسمیت سونیت- همی مورفیت است
، از نظر ژیزمان بلورهای کوچک - آگرگاتهای دانه‌ای یا اسفنجی (کف مانند) تقریباْ کمیاب است و بیشتر در ایتالیا، یونان، مکزیک، ژاپن، آمریکا، ایران، روسیه و رومانی یافت می‌شود.

## منبع
- پردیس کشاورزی ایران